# Clenzer Bach
Der Clenzer Bach ist ein Fließgewässer im niedersächsischen Landkreis Lüchow-Dannenberg. 
Der etwa 6 km lange Bach im Einzugsgebiet der Jeetzel, einem Nebenfluss der Elbe, fließt ausschließlich auf dem Gebiet der Gemeinde Clenze. Er hat ein Einzugsgebiet von 29 km² (siehe Flusssystem der Jeetzel, Nr. 42). 
Der Clenzer Bach hat mehrere Quellbäche östlich und nördlich von Lefitz. Er fließt von dort in südöstlicher Richtung durch den Kernbereich von Clenze, am nördlichen Rand des Naturschutzgebietes Gain und südlich von Dalitz und Gistenbeck. Südlich von Kussebode mündet er in die Wustrower Dumme.